# Samantha Cools
Samantha "Sammy" Cools (nascidoa em 3 de março de 1986) é uma ciclista canadense que participa em competições de BMX. Ela representou o Canadá nos Jogos Olímpicos de Verão de 2008 em Pequim, onde competiu na mesma modalidade.